# Naftali (postać biblijna)
Naftali, Neftali (hebr. נַפְתָּלִי – dosł. „moja walka”) – postać biblijna z Księgi Rodzaju.
Drugi syn Jakuba i Bilhy, niewolnicy Racheli. Imię nadała mu Rachela na znak swojego zwycięstwa ze swoją siostrą Leą. Protoplasta jednego z Dwunastu Plemion Izraela.
Według rastafarian z ruchu 12 Plemion Izraela, każdy rasta urodzony w styczniu należy do domu Napthali.